# Irene Schuch

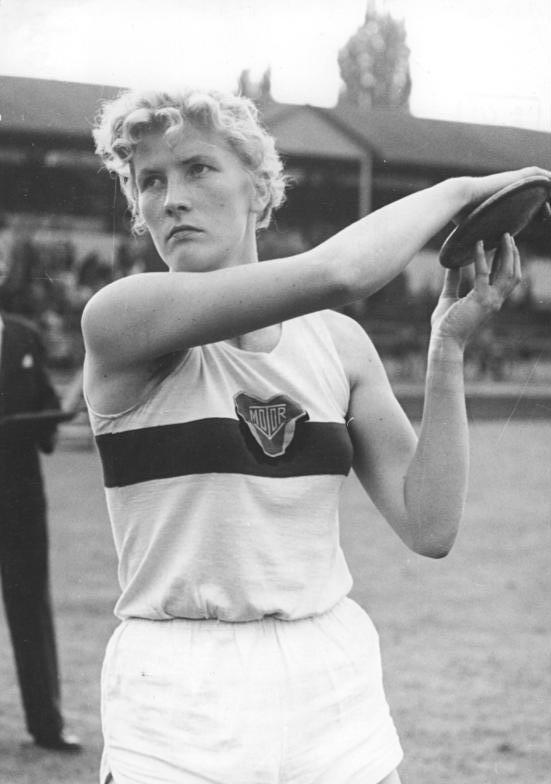
Irene Stechemesser bei den DDR-Meisterschaften 1956

Irene Schuch (geborene Stechemesser; in zweiter Ehe Grieser; * 20. November 1935 in Lützensömmern, Thüringen; † 6. September 2023 in Leipzig) war eine deutsche Leichtathletin, die in den 1950er Jahren für die DDR startete und zu den besten Diskuswerferinnen gehörte. 
Bis 1956 startete sie unter ihrem Geburtsnamen Stechemesser und belegte 1955 mit 41,92 m den vierten Platz bei den DDR-Meisterschaften. Am 17. Juni 1956 warf sie den Diskus in Jena auf 48,95 m und übertraf damit als erste Deutsche Gisela Mauermayers Wurf von 1936. Bei den DDR-Meisterschaften 1956 gewann sie in Erfurt ihren einzigen DDR-Meistertitel.
Ab 1957 trat sie als Irene Schuch an. Nach einem zweiten Platz bei den DDR-Meisterschaften 1958 hinter Doris Müller konnten sich beide zusammen mit der westdeutschen Kriemhild Hausmann für die gesamtdeutsche Mannschaft qualifizieren, die bei den Europameisterschaften 1958 in Stockholm antrat. Hausmann wurde mit 50,99 m Dritte, Schuch mit 49,94 m Fünfte vor Müller auf Rang sechs. 
1959 wechselte Irene Schuch vom SC Motor Jena zum SC DHfK Leipzig. Am 14. Juni 1959 übertraf sie in Leipzig mit 52,62 m den DDR-Rekord von Doris Müller. Eine Woche später steigerte sie sich in Slatynani, CSSR, auf 55,01 m und übertraf damit auch Hausmanns gesamtdeutschen Rekord um 1,12 Meter. Bei den Studenten-Spielen des Ostblocks, den U.I.E-Sportwochen, belegte sie den dritten Platz im Diskuswurf und den vierten Platz im Kugelstoßen. Bei den DDR-Meisterschaften wurde sie Zweite mit dem Diskus und Dritte mit der Kugel.
1960 wurde Schuch einmal mehr Zweite bei den DDR-Meisterschaften hinter Doris Müller, beide fuhren zusammen mit Kriemhild Hausmann zu den Olympischen Spielen 1960 nach Rom. Müller scheiterte in der Qualifikation, Grieser wurde mit 49,86 m nur Neunte im Vorkampf, nachdem sie in der Qualifikation mit 52,22 m noch Zweite geworden war. Mit der Qualifikationsweite wäre sie Vierte geworden, Olympiasiegerin wurde Nina Ponomarjowa mit 55,10 m, neun Zentimeter über Irene Schuchs persönlicher Bestleistung.
Am 27. Juli 1962 heiratete sie in zweiter Ehe den Diskuswerfer Manfred Grieser. Als Irene Grieser erreichte sie 1965 mit dem dritten Platz im Diskuswurf ihre letzte Meisterschaftsplatzierung. Für internationale Wettbewerbe konnte sie sich nach 1960 nicht mehr qualifizieren. Irene Schuch hatte bei einer Größe von 1,72 m ein Wettkampfgewicht von 78 kg.